# مر الصباح
رواية مر الصباح (بالإنجليزية: Morning's Gone)‏ هي رواية للكاتب الأسترالي جون كليري. نشرت عام 2006، تدور الأحداث حول مات ديربان، سياسي حزب العمال الأسترالي الذي يتحدى قيادة حزبه.
أراد كليري في الأصل كتابة رواية سياسية بحتة ولكنه طور بعد ذلك شخصية كارمل، زوجة دوبان، أثناء كتابتها. ليصبح موضوع الرواية أكثر حول قصة زواجهما.